# Даньян-Бувре, Паскаль
Паскаль Адольф Жан Даньян-Бувре (фр. Pascal Adolphe Jean Dagnan-Bouveret; 7 января 1852, Париж — 3 июля 1929, Кенсе) — французский живописец-реалист, жанрист.

## Биография
Родился в Париже в 1852 году. Сын парижского портного. Воспитывался дедом после того, как его отец эмигрировал в Бразилию. Позже он добавил имя своего деда, Бувре, к своему собственному.
С 1869 года учился живописи в студии художника Александра Кабанеля и в школе изящных искусств в Париже под руководством Жана-Леона Жерома.
Тогда же в школе он встретил и подружился с будущим художником, представителем натурализма в живописи (как составной части реализма) Жюлем Бастьен-Лепажем и живописцем Гюставом Куртуа.
С 1875 года принимал участие в ряде выставок.
С 1880-х годов Даньян-Бувре вместе с Гюставом Куртуа содержал художественную студию в Нёйи-сюр-Сен.
В 1880 года был награждён медалью первого класса за картину «An Accident», в 1885 году — Почетной медалью за полотно «Horses at the Watering Trough».
С 1885 года он часто посещает Бретань, которая вдохновила его на написание многих картин. За одну из них «Le Pardon en Bretagne» художник был награждён Почетной медалью на Всемирной выставке 1889 г..
Даньян-Буве был, наряду с великим Жюлем Бретоном, один из первых французских художников, изобразивших крестьянский быт в духе натурализма.
Его творчество представлено также портретами и полотнами на религиозные темы.
В ходе подготовки эскизов своих будущих картин художник использовал фотографию.
В 1878 году он переехал на восток Франции в Франш-Конте, где создал большое количество пейзажей и натюрмортов.
В 1891 году Паскаль Даньян-Бувре был удостоен звания офицера ордена Почётного легиона, а в 1900 году — избран в члены Института Франции.
Среди его учеников Жюль Адлер.

## Некоторые работы в российских музеях
- Благословение новобрачных, Москва, Государственный музей изобразительных искусств имени А. С. Пушкина
- Художница-акварелистка в Лувре. Около 1891 года. Санкт-Петербург, Государственный Эрмитаж.

## Галерея

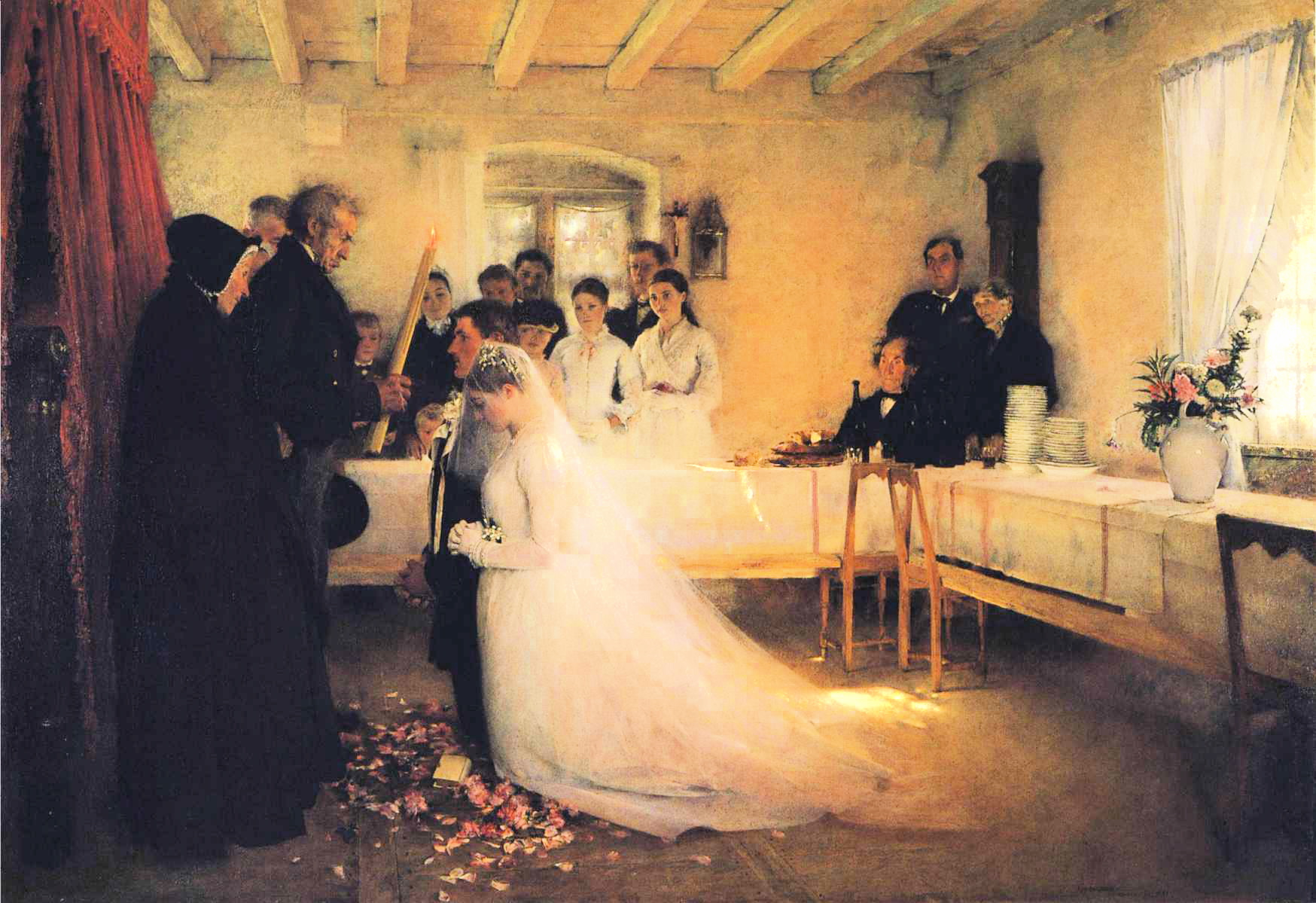
Благословение новобрачных. Между 1880 и 1881, ГМИИ имени А. С. Пушкина, Москва.
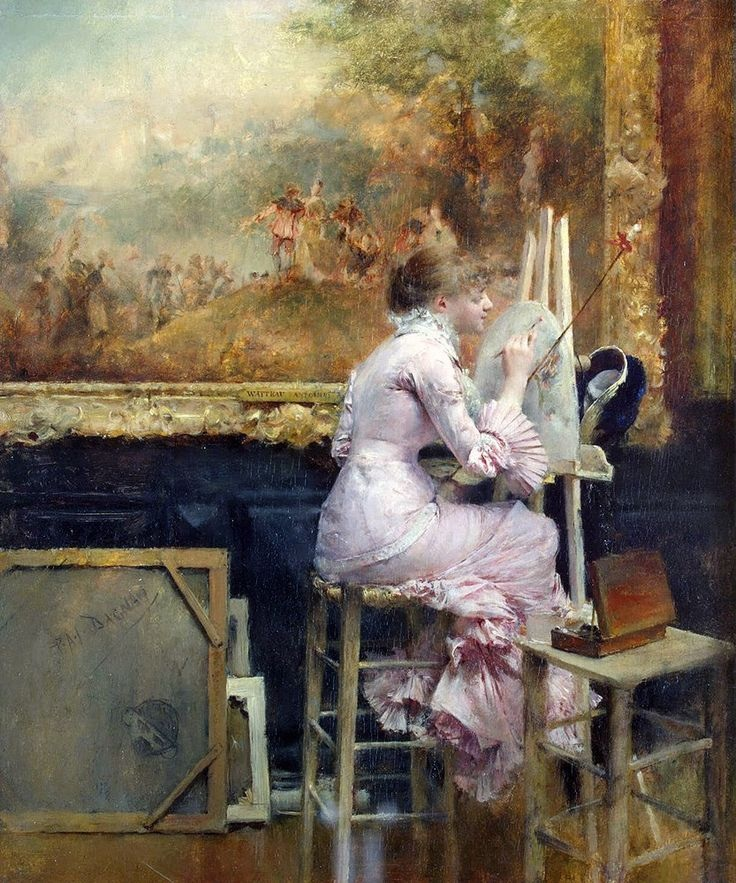
Художница-акварелистка в Лувре. Около 1891 года. Санкт-Петербург, Государственный Эрмитаж.
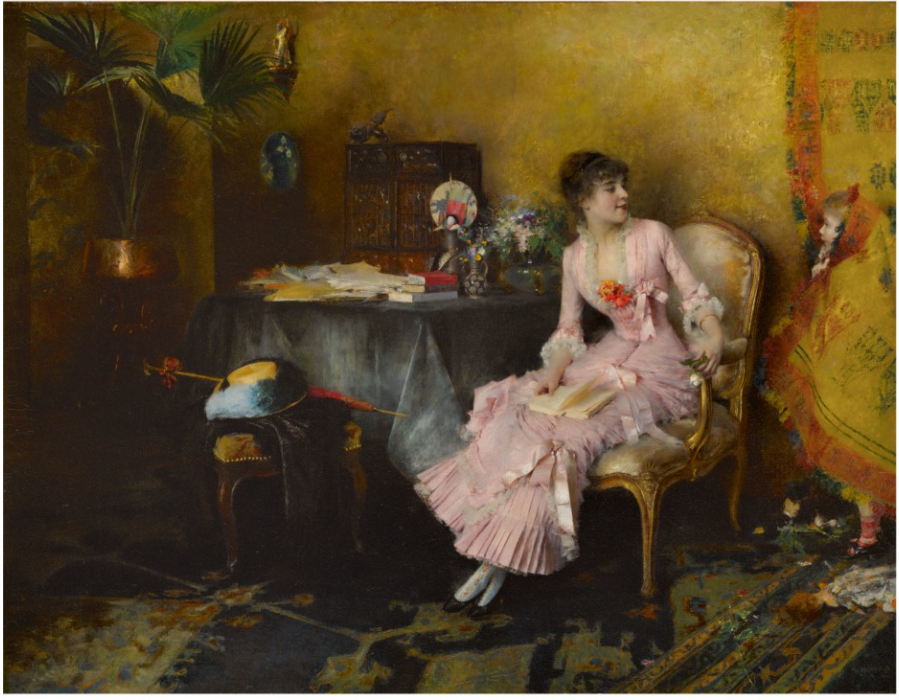
Женщина в розовом платье играет с ребёнком, 1882.
Новобрачные у фотографа. 1879, Лионский музей изобразительных искусств.
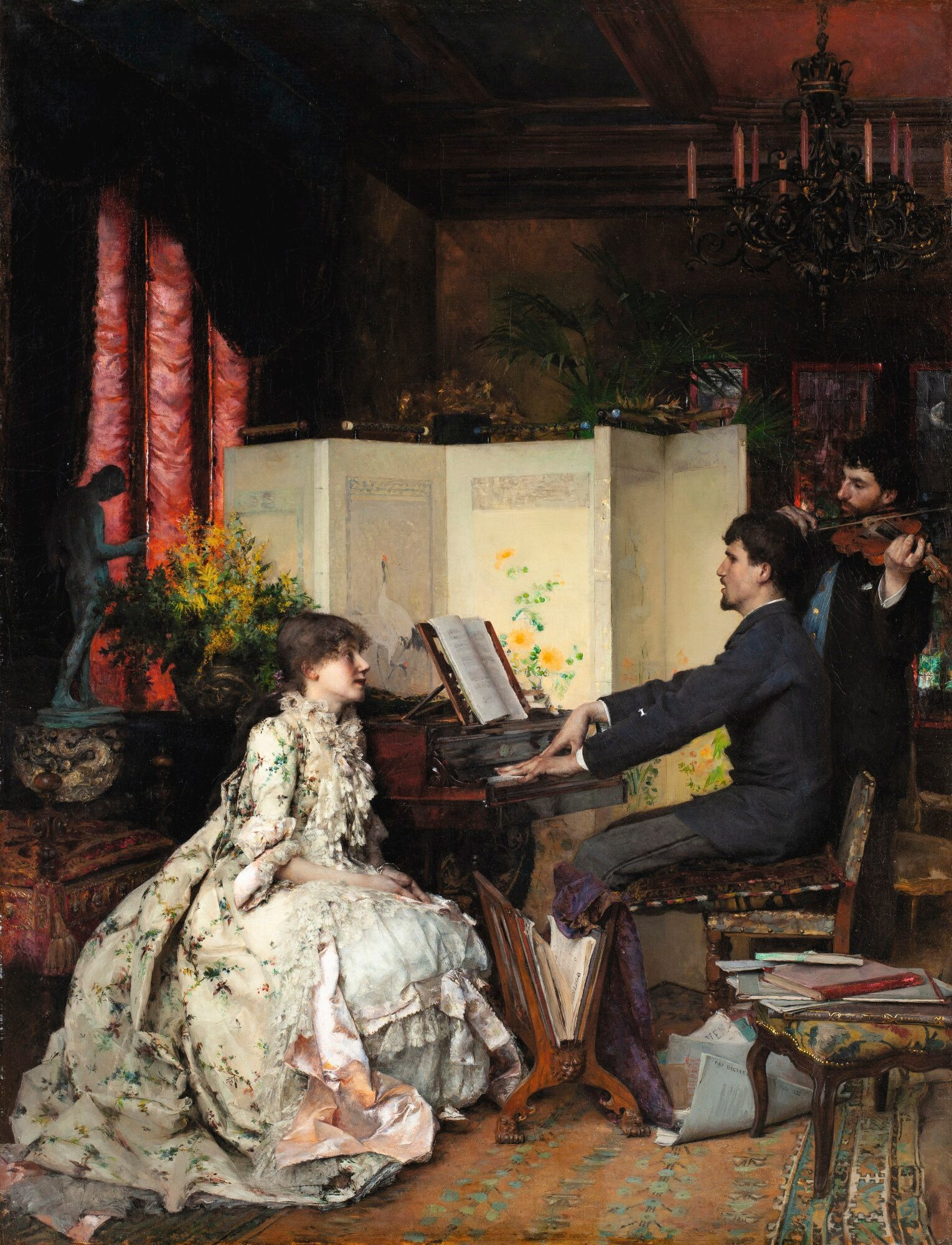
Дуэт, 1883.
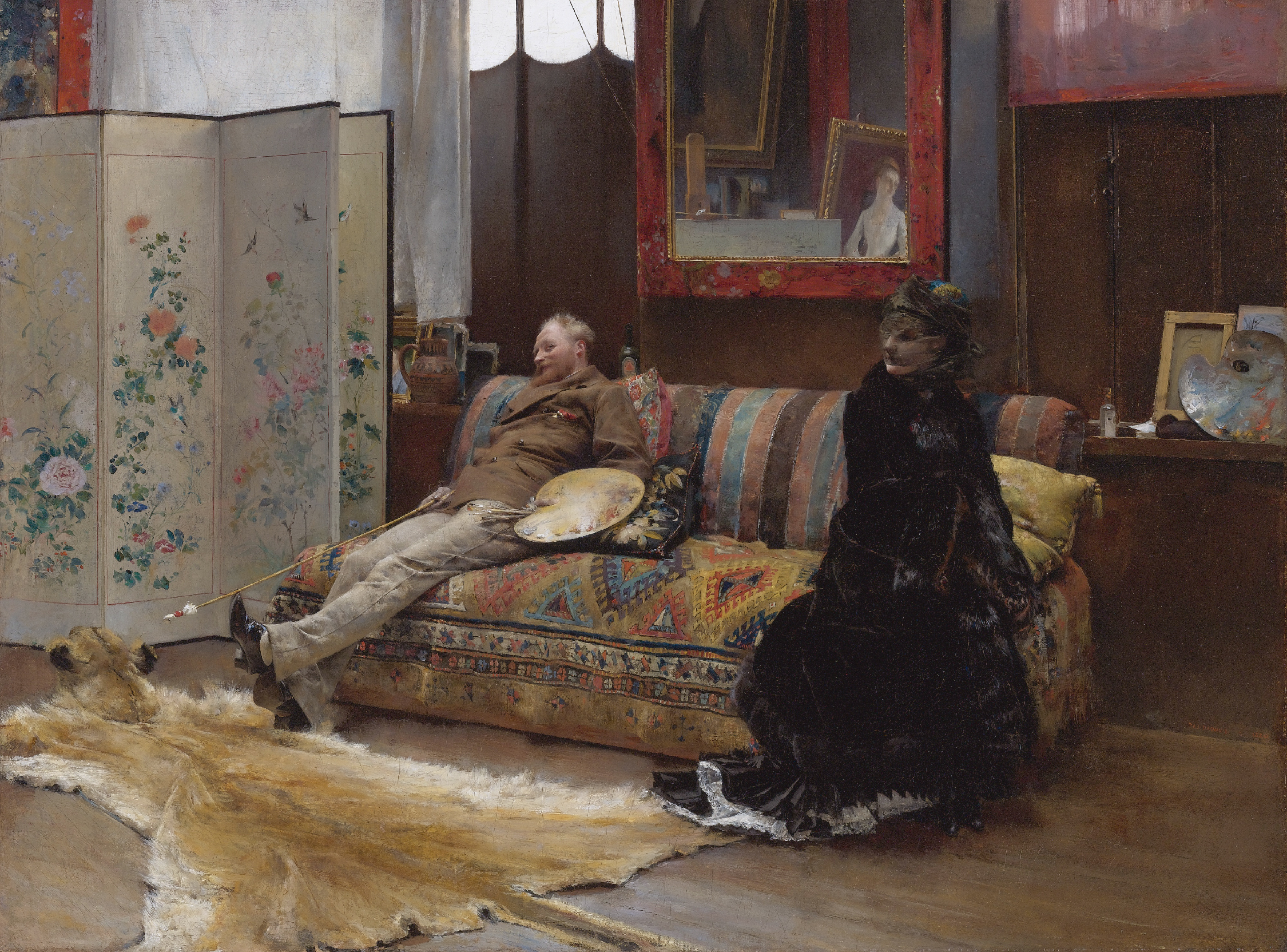
Художник Гюстав Куртуа в своей студии. 1880, частная коллекция.
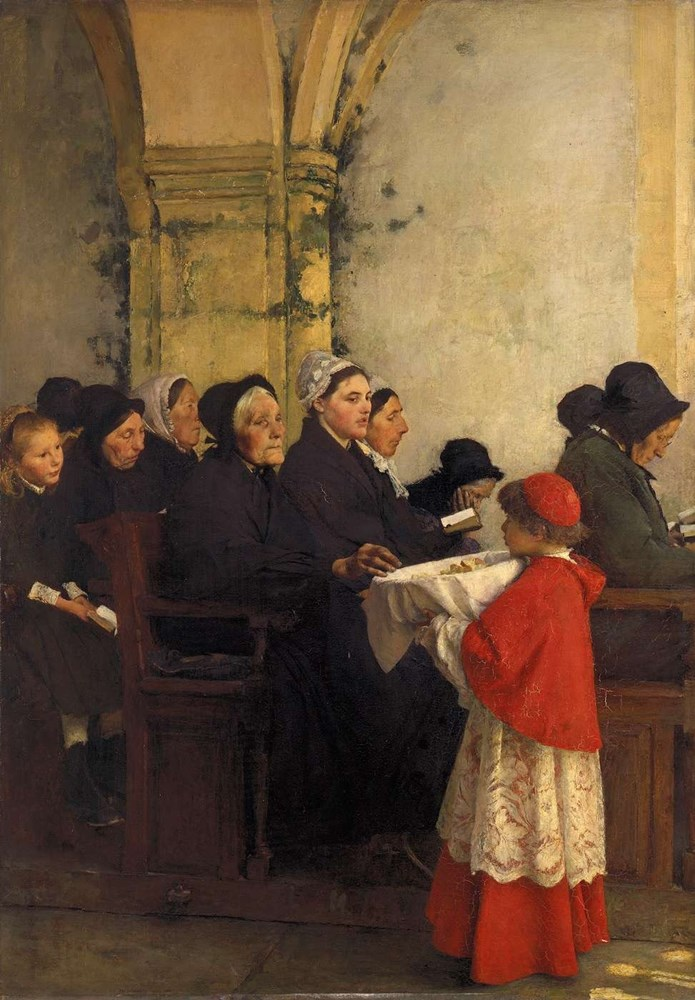
Просфора. 1885, музей Орсе.
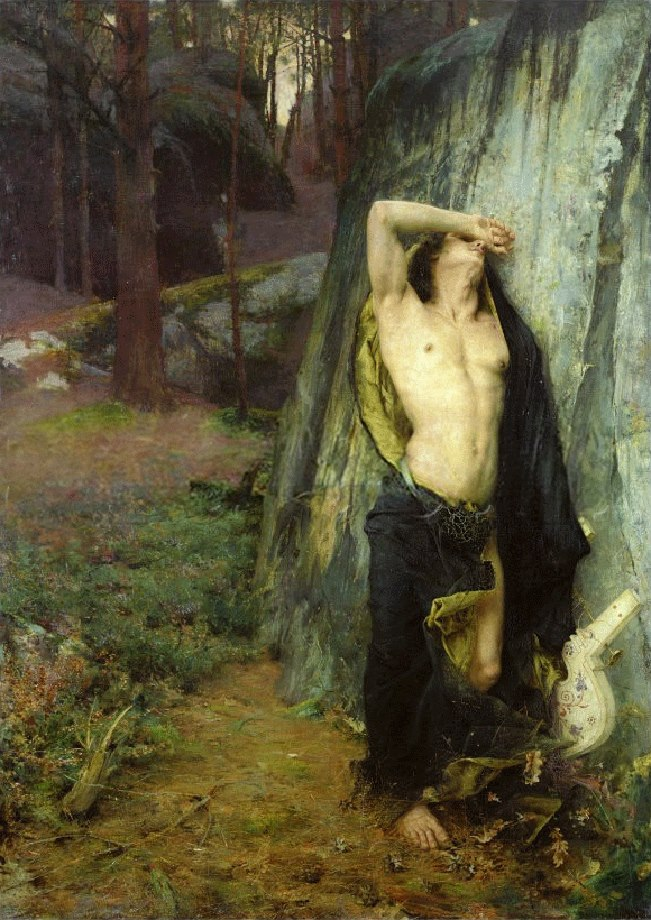
Горе Орфея. 1876, Музей изящных искусств Мюлуза.
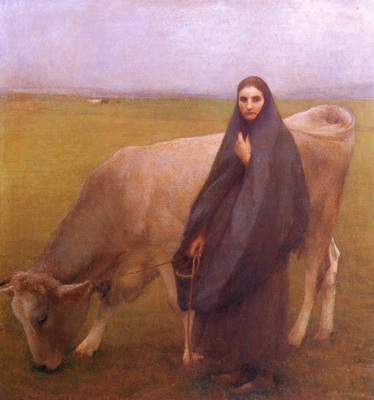
На лугу, 1892.
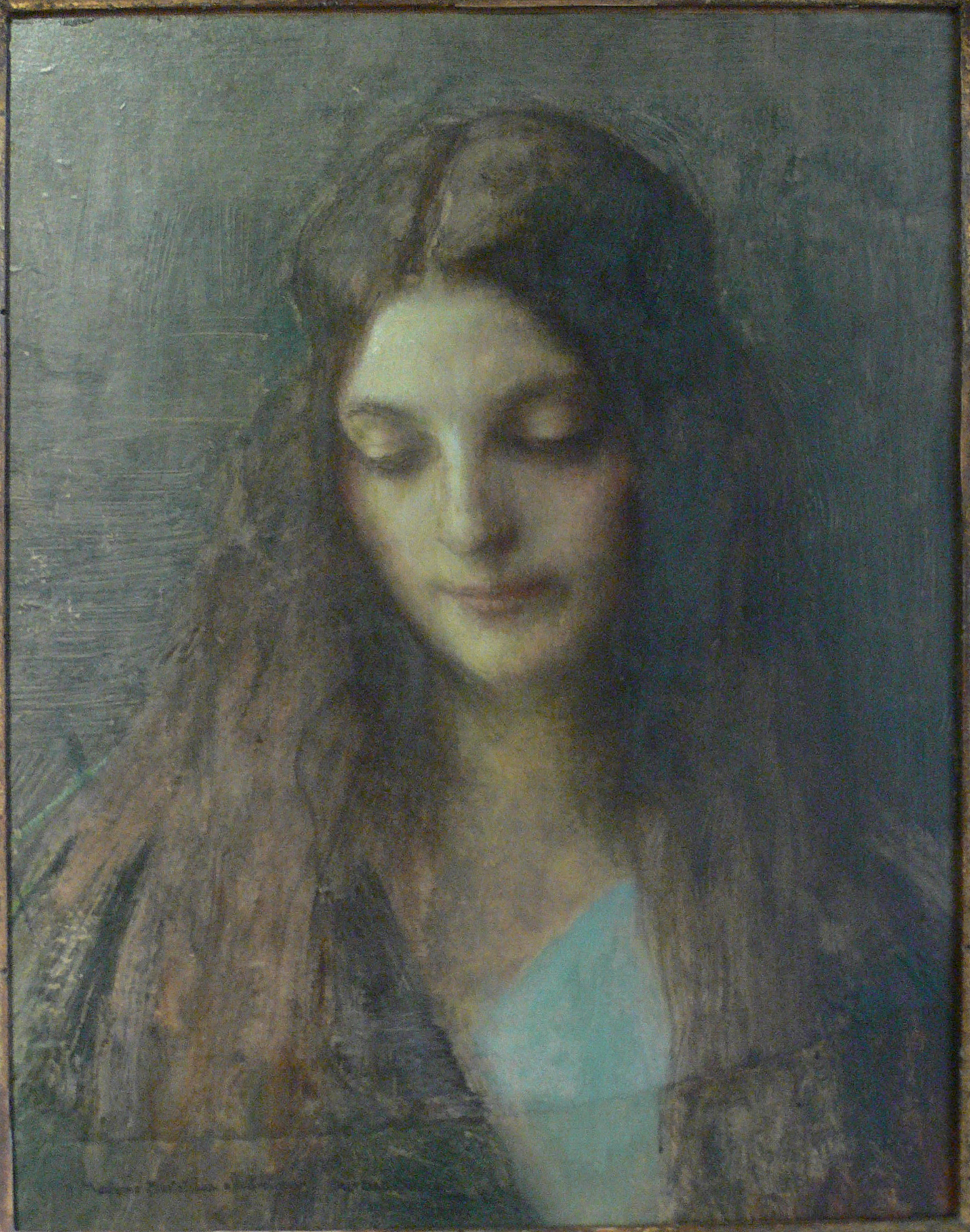
Женский портрет, 1899.
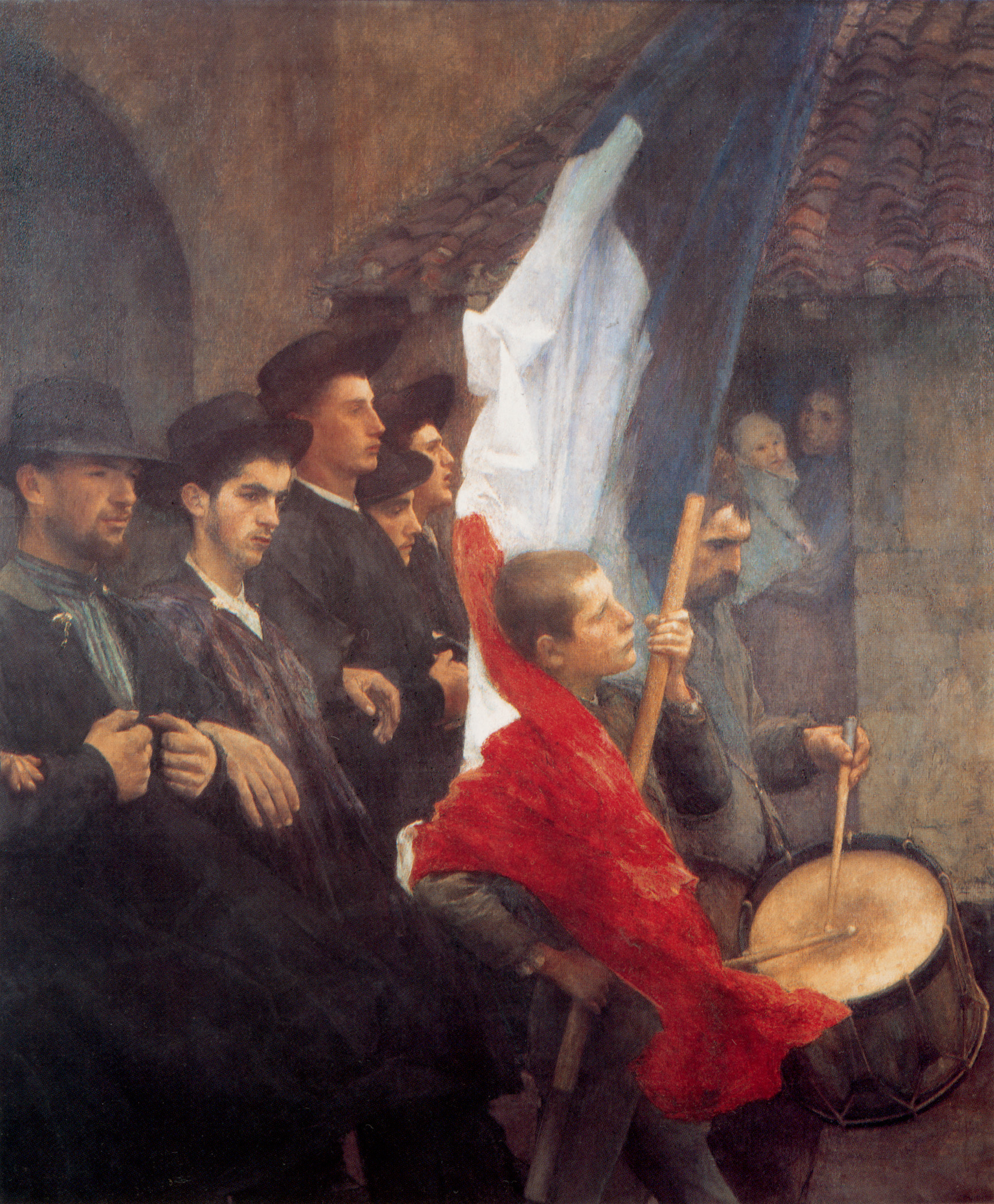
Призывники, 1889.
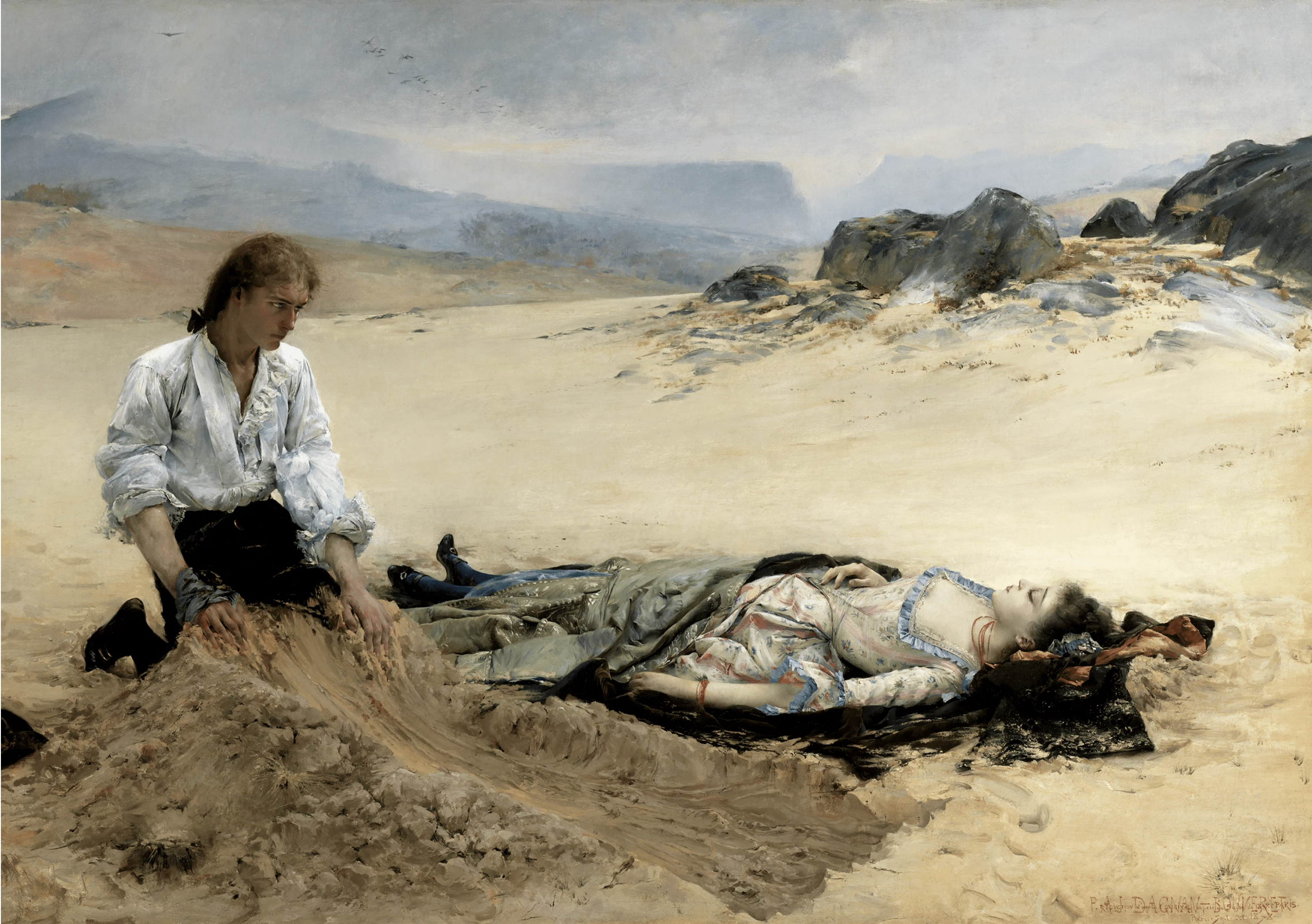
Погребение Манон Леско.